# Kanton Royère-de-Vassivière
Der Kanton Royère-de-Vassivière war bis 2015 ein französischer Wahlkreis in der Region Limousin. Er lag im Arrondissement Aubusson und im Département Creuse. Sein Hauptort war Royère-de-Vassivière.
Der Kanton war 238,67 km² groß und hatte 1796 Einwohner (Stand: 2012).

## Gemeinden
| Gemeinde                  | Einwohner | Code postal | Code Insee |
| ------------------------- | --------- | ----------- | ---------- |
| Le Monteil-au-Vicomte     | 266       | 23460       | 23134      |
| Royère-de-Vassivière      | 636       | 23460       | 23165      |
| Saint-Junien-la-Bregère   | 160       | 23400       | 23205      |
| Saint-Martin-Château      | 135       | 23460       | 23216      |
| Saint-Moreil              | 292       | 23400       | 23223      |
| Saint-Pardoux-Morterolles | 242       | 23400       | 23227      |
| Saint-Pierre-Bellevue     | 239       | 23460       | 23232      |